# نجمانية
في نظام APG IV (2016) لتصنيف النباتات المُزهرة، يشير اسم النجمانية (asterids) إلى فرع حيوي (مجموعة أحادية الفصيلة). النجمانية هي أكبر مجموعة من النباتات المزهرة تضم أكثر من 80000 نوع، قرابة ثلث إجمالي أنواع النباتات المزهرة. تشمل النباتات المعروفة جيدًا مثل: الأقحوان الشائع، وأذن الفأر، والباذنجانية (بما في ذلك البطاطس، والباذنجان، والطماطم، والفلفل، والتبغ)، ودوار الشمس الشائع، والتبغية، والياكون، ومجد الصباح، والبطاطا الحلوة، والبن، والخزامى، وليلك شائع. الزيتون، الياسمين، العسلة، المران، الساج الكبير، زهرة الخطم، السمسم، بزر قطونة، المريمية، وأعشاب المائدة مثل النعناع، الريحان ، وإكليل الجبل، وأشجار الغابات المطيرة مثل الجوز البرازيلي.